# Qirq Maghar
Qirq Maghar, cũng đánh vần là Qirqmaghar hoặc Qarah Mughar, là một ngôi làng nằm cách đó 15 kilômét (9,3 mi)  phía nam Jarabulus ở miền bắc Syria.
SDF đã chiếm ngôi làng từ ISIL vào tháng 6 năm 2016.